# Hans-Günther Koehn
Hans-Günther Koehn (* 30. Juni 1937 in Berlin; † 18. März 2018 in Frankfurt am Main) war ein deutscher Jurist. Er war von 1996 bis 2002 Präsident des Sächsischen Rechnungshofes.

## Leben

### Ausbildung
Koehn studierte in den Jahren 1956 bis 1963 Rechtswissenschaften an den Universitäten Freiburg, Tübingen und Montpellier. Er legte das erste juristische Staatsexamen 1960 ab und absolvierte von 1961 bis 1967 als Gerichtsreferendar den Vorbereitungsdienst. Das zweite juristische Staatsexamen legte er 1967 ab. Er wurde mit einer Arbeit über Öffentliches und Privatrecht im Straßen- und Wasserrecht zum Dr. jur. promoviert.

### Werdegang und Wirken
Koehn war zunächst von 1967 bis 1968 Anwaltsassessor und Rechtsanwalt bei Steinbüchel in Köln. Anschließend trat er in den Staatsdienst und war von 1968 bis 1969 als Regierungsassessor beim Landratsamt Sigmaringen und der Landesanwaltschaft beim Verwaltungsgericht Sigmaringen tätig. Danach arbeitete er als Gerichtsassessor bzw. Richter am Verwaltungsgericht Sigmaringen. In den Jahren 1973 bis 1974 folgte eine Verwendung als wissenschaftlicher Mitarbeiter am Bundesverwaltungsgericht. Im Anschluss war er von 1976 bis 1990 Vorsitzender Richter am Verwaltungsgericht Sigmaringen. Er wechselte im Rahmen des Aufbaus Ost im Jahr 1990 als Richter am Kreisgericht Chemnitz und am Bezirksgericht Dresden in den Dienst des Freistaates Sachsen.
Dort diente er von 1991 bis 1992 als Referatsleiter und stellvertretender Abteilungsleiter im Sächsischen Staatsministerium der Justiz und in den Jahren 1992 bis 1996 als Vizepräsident des Sächsischen Oberverwaltungsgerichtes. Er war ab 1993 zudem Vertreter des Vizepräsidenten des Verfassungsgerichtshofes des Freistaates Sachsen.
Am 13. Dezember 1995 wählte der Sächsische Landtag Koehn zum Präsidenten des Sächsischen Rechnungshofes. Das Amt hatte er vom 1. März 1996 bis zum 30. Juni 2002 inne. Koehn kritisierte 2001 den Ministerpräsidenten Kurt Biedenkopf (CDU) für die zu geringe Mietzahlung für eine Wohnung im Dresdner Regierungsgästehaus und die private Nutzung von staatlich beschäftigtem Servicepersonal. Unter anderem wegen dieser Mietaffäre trat Biedenkopf später zurück.
Koehn war Mitglied der SPD.